# Iglesia de Santa Maria del Rosario
La iglesia de Santa Maria del Rosario (en italiano: chiesa di Santa Maria del Rosario), conocida comúnmente con el nombre de iglesia de los jesuatos (en italiano: chiesa dei Gesuati) es un edificio religioso situado en Venecia (Véneto, Italia).

## Historia
El nombre jesuatos proviene de la orden religiosa, abolida en 1668, que tenía en la zona una iglesia y un gran convento, comprado posteriormente por los dominicanos. La Compagnia dei Poveri Gesuati se había formado a finales del siglo XIV y en 1432 había empezado la construcción de la cercana iglesia de Santa María de la Visitación con el título de San Girolamo y el convento contiguo. Con la disolución de la orden el complejo pasó a los dominicanos, que poco después empezaron la construcción del nuevo templo. Tras la supresión de las órdenes religiosas en 1810 la iglesia se convirtió en parroquial. Los acontecimientos que se produjeron posteriormente provocaron la división de las pertenencias del complejo entre varias órdenes.
La iglesia es sede principal de la amplia parroquia homónima, que se extiende desde la Punta della Dogana hasta la Iglesia de San Trovaso. Pertenecen a la parroquia de los jesuatos como iglesias filiales la iglesia del Espíritu Santo y la Basílica de Santa Maria della Salute. También se encuentran en el territorio de la parroquia de los jesuatos las iglesias de Santa Inés y de Santa María de la Visitación, que son iglesias conventuales autónomas gestionadas directamente por los hermanos, que todavía tienen un convento en sus cercanías.
El edificio actual fue construido entre 1724 y 1736 por los hermanos dominicanos, con la ayuda económica de toda la ciudad, organizada todavía mediante las artes y las cofradías.

## Descripción
El arquitecto de la iglesia fue Giorgio Massari. El exterior de la construcción presenta motivos palladianos.

### Fachada
La fachada clásica está tripartita por semicolumnas con capitel compuesto y termina en alas con pilastras compuestas. En el gran tímpano que corona la fachada se abre un ojo oval con una concha de San Jaime sobre él. En los intercolumnios laterales, dentro de hornacinas y sostenidas por ménsulas, están las estatuas de las cuatro virtudes cardinales: arriba la Prudencia de Gaetano Susali y la Justicia de Francesco Bonazza; abajo, divididas por un friso griego, la Fortaleza de Giuseppe Bernardi detto Torretti y la Templanza de Alvise Tagliapietra. En el centro, sobre el tímpano del portal, hay una amplia placa dedicatoria a Santa María del Rosario sostenida por un modillón decorado con rosas.
El pavimento delante de la iglesia, compuesto por una trama de piedra de Istria blanca y traquitas grises, junto con la escalinata que desciende al agua, completan el conjunto escenográfico del edificio. Mirando desde el agua o desde la otra orilla son característicos los dos breves campanarios coronados con cúpulas con forma de cebolla y la cúpula con linterna del presbiterio.

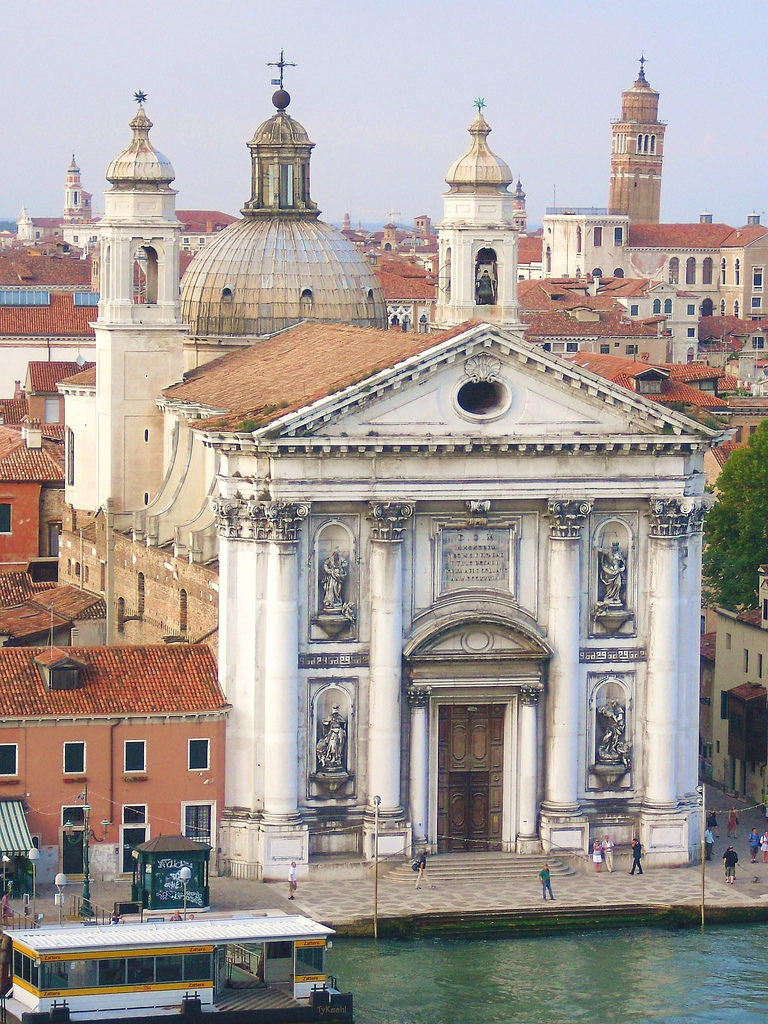
Vista general de la fachada principal.
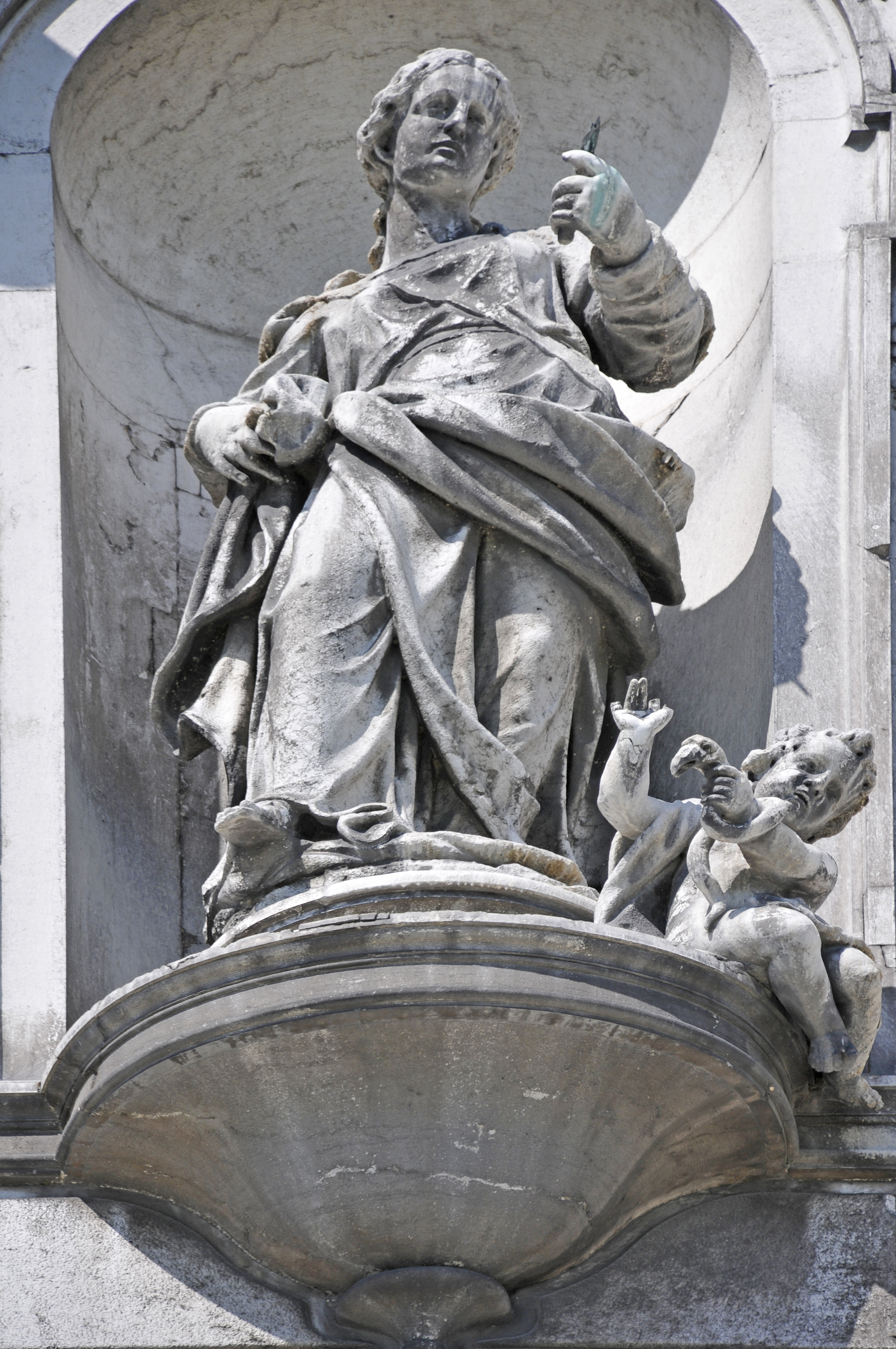
La Prudencia de Susali.
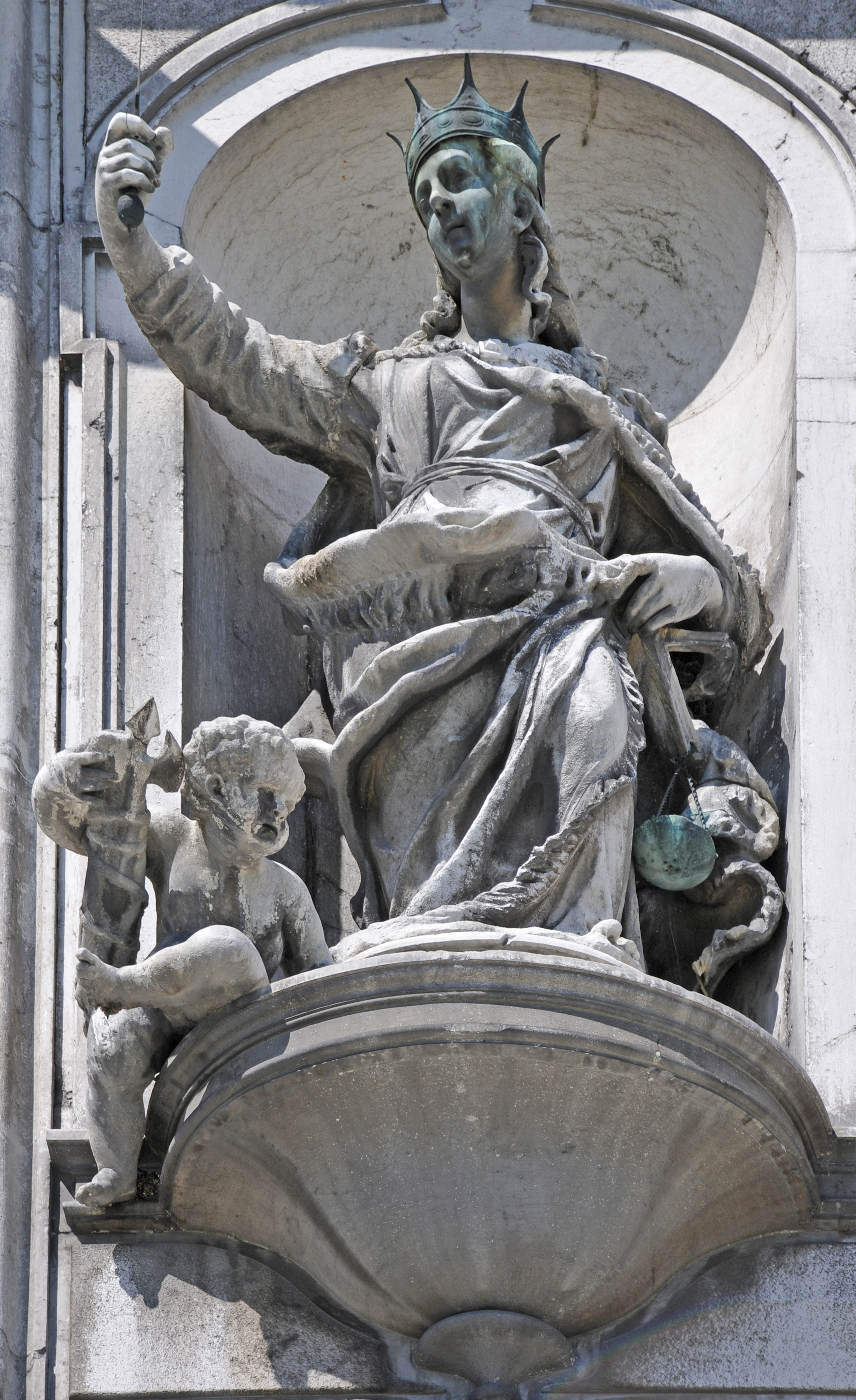
La Justicia de Bonazza.
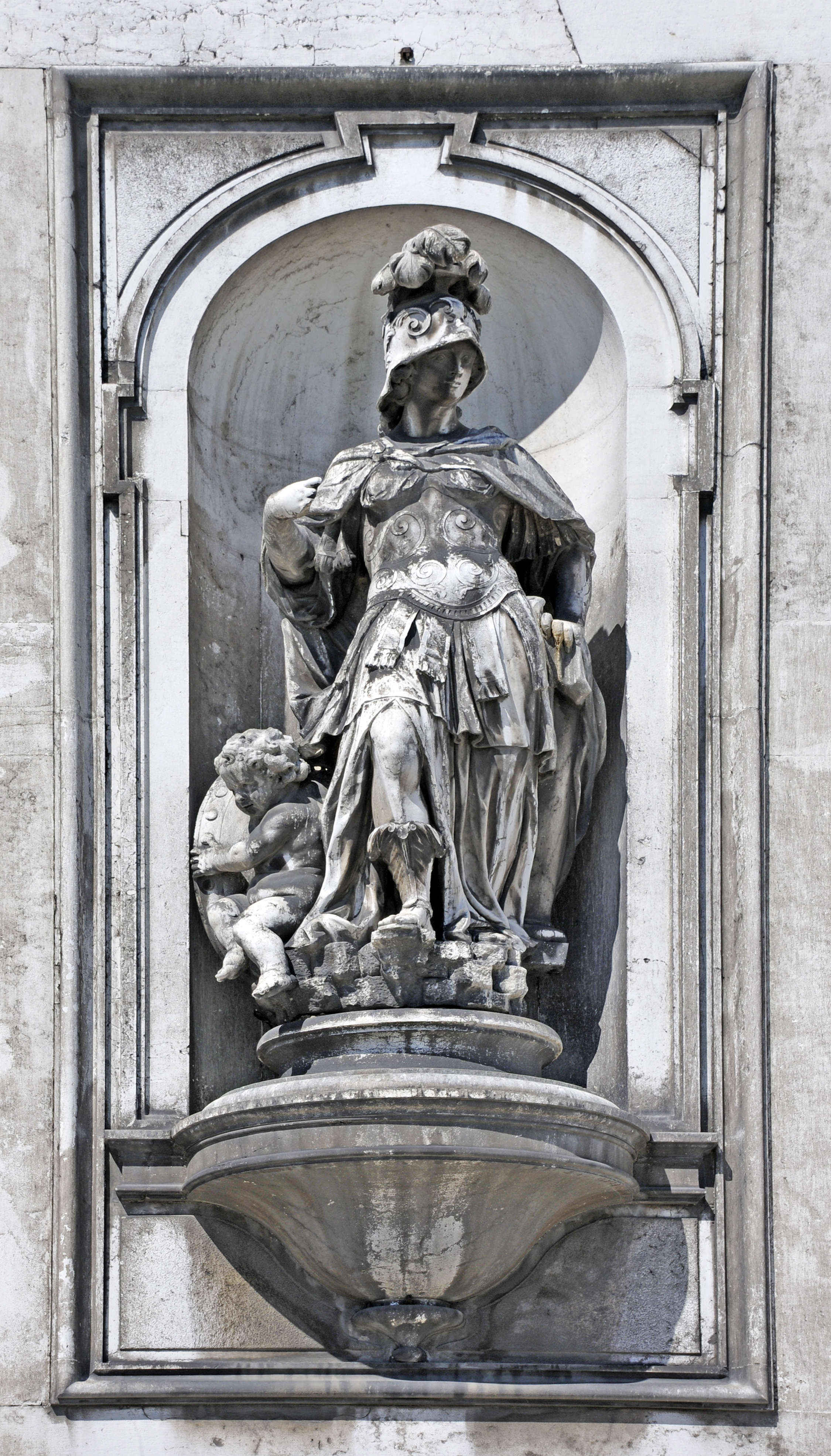
La Fortaleza de Torretti.
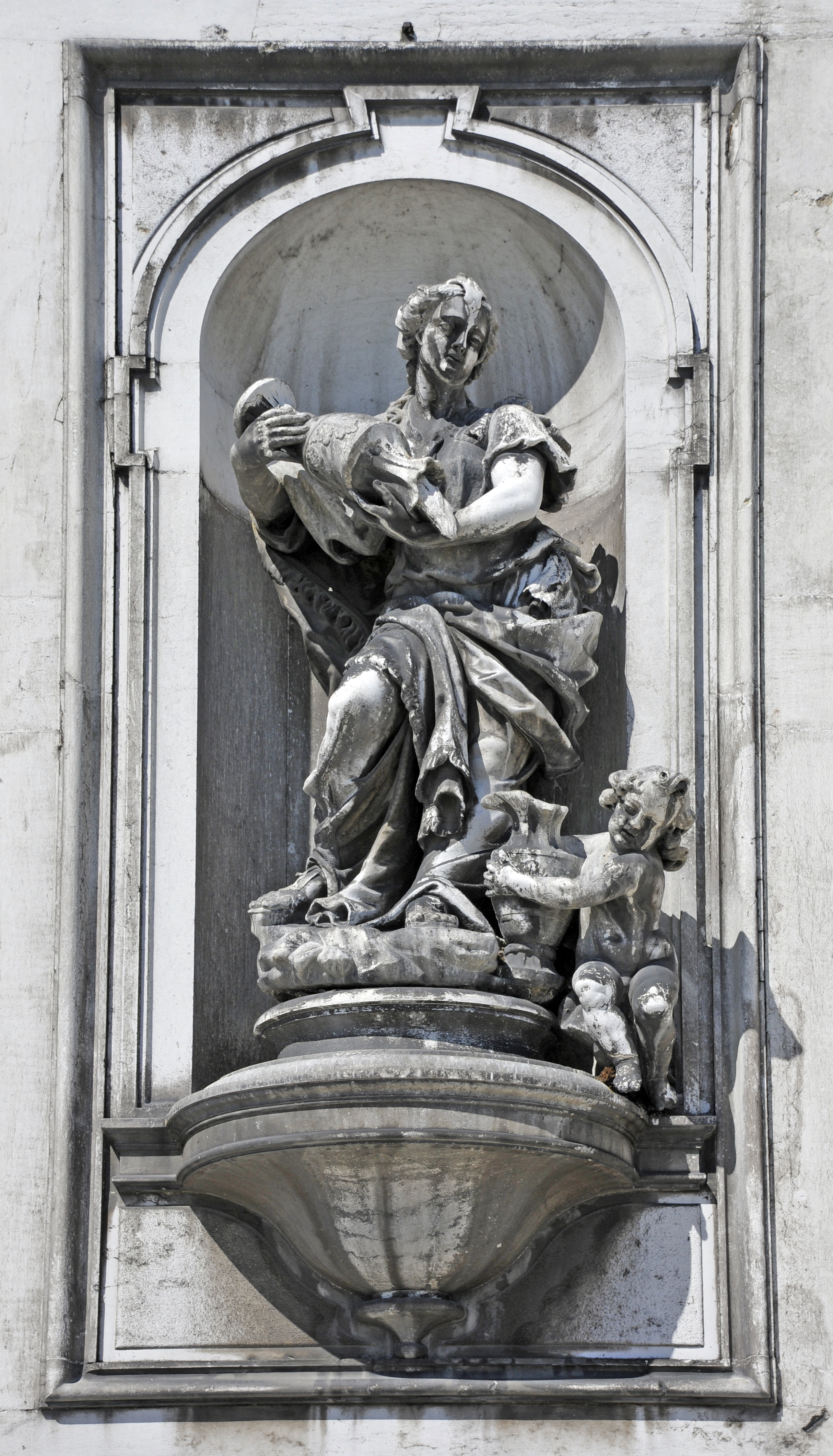
La Templanza de Tagliapietra.

### Interior
El interior es a nave única con las esquinas achaflanadas. A lo largo de las paredes, divididas por columnas geminadas, se abren las arcadas del presbiterio y de las seis capillas laterales. Entre las columnas geminadas están colocadas grandes esculturas coronadas por bajorrelieves obra de Giovanni Maria Morlaiter, a veces con la ayuda de otros artistas, ejecutadas entre 1743 y 1754. Los bajorrelieves representan escenas extraídas del evangelio (en sentido antihorario partiendo de la entrada): Jesús y el centurión, Jesús cura al ciego, Jesús se aparece a la Magdalena, Aparición de Jesús a Tomás, (presbiterio), Bautismo de Cristo, La samaritana en el pozo, La piscina probática y San Pedro salvado de las aguas. Las estatuas colocadas dentro de las hornacinas son (en sentido antihorario partiendo de la entrada): Abraham, Aarón, San Pablo Apóstol, (a ambos lados del presbiterio hay sin embargo dos púlpitos), San Pedro, Moisés y Melquisedec.

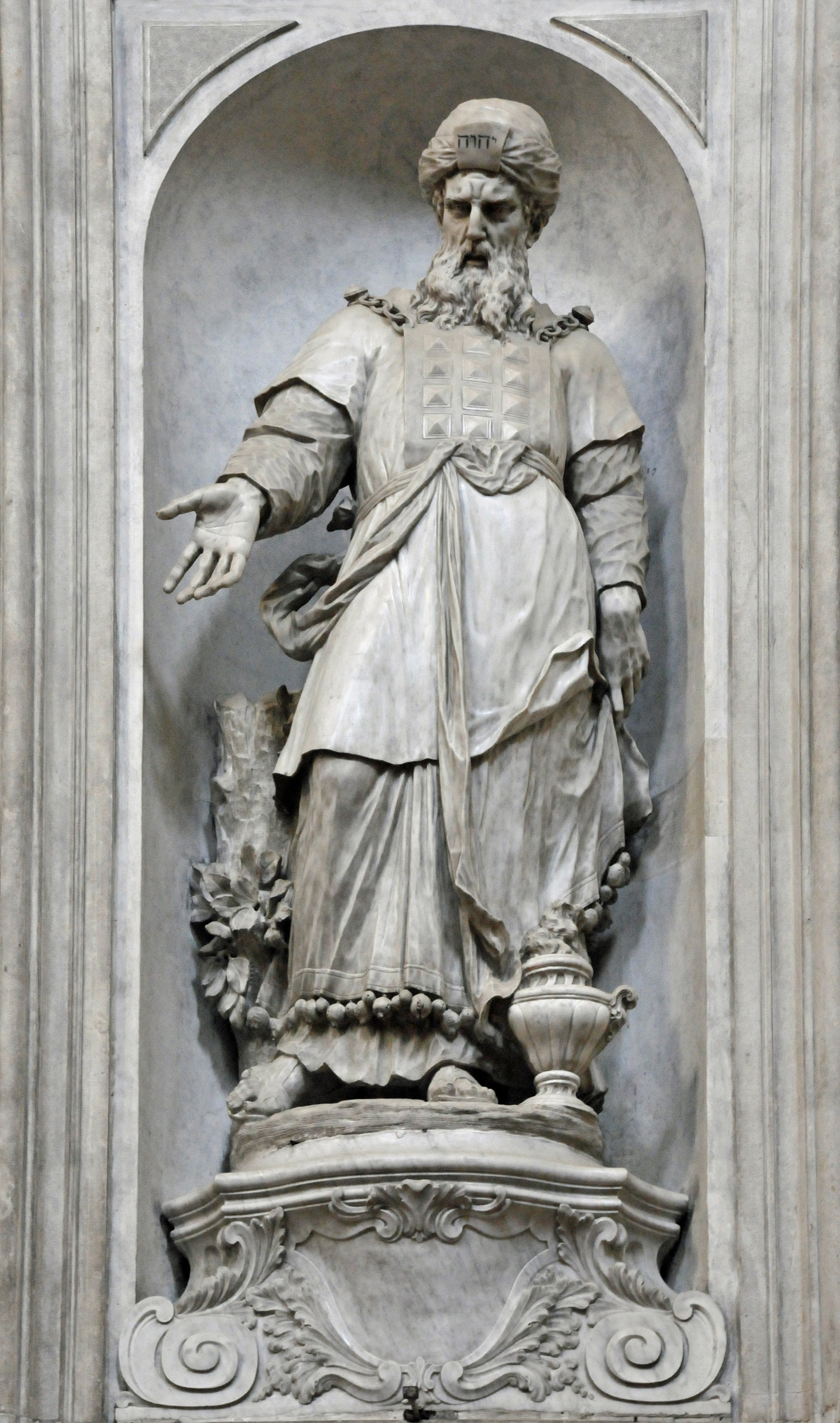
Aarón de Morlaiter.
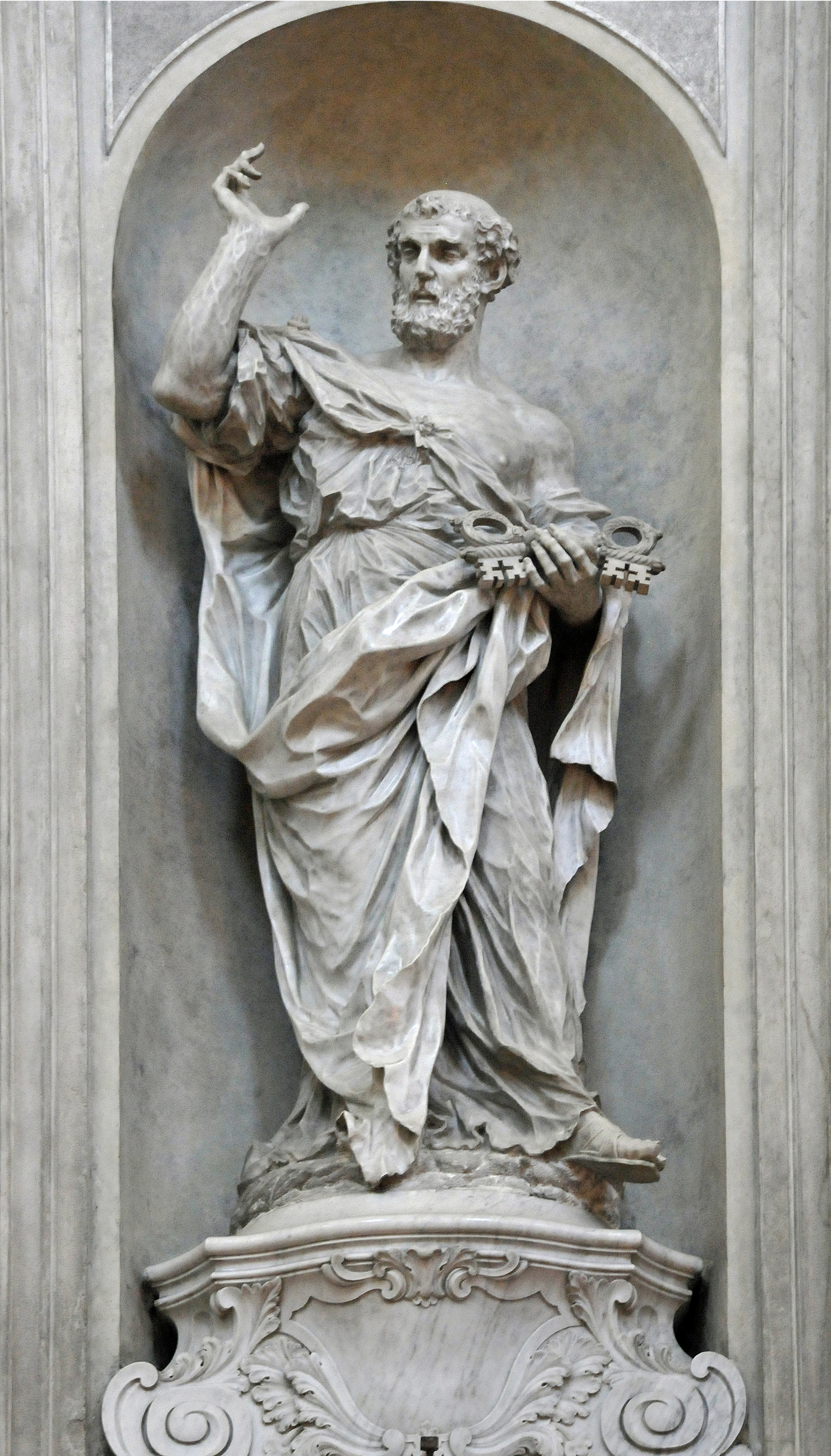
San Pedro de Morlaiter.
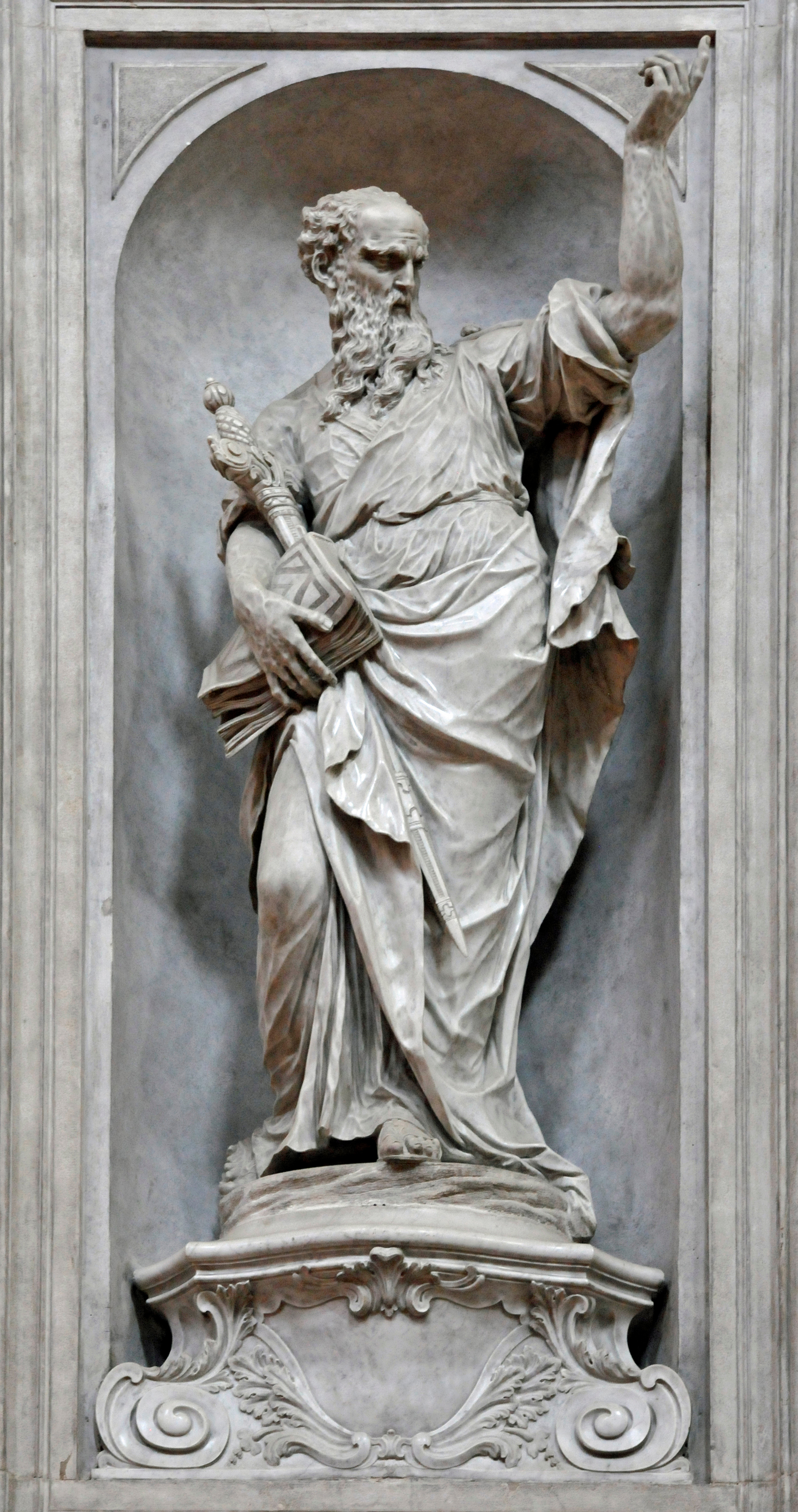
San Pablo de Morlaiter.
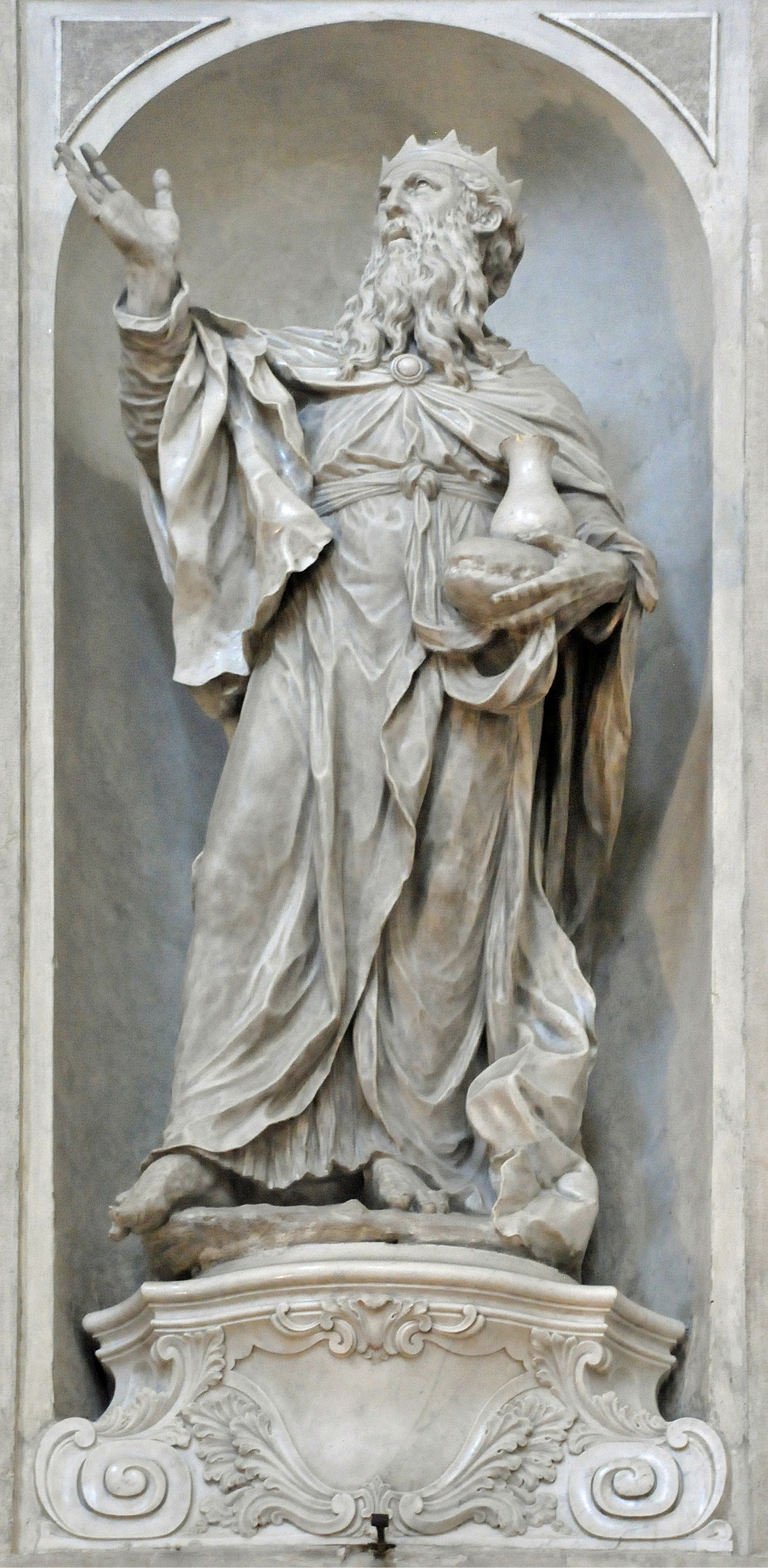
Melquisedec de Morlaiter.

### Techo
El techo está ocupado por tres grandes sectores decorados con frescos por Giambattista Tiepolo entre 1737 y 1739. En el central está La Institución del Rosario: arriba María y el Niño en el cielo presentan el rosario rodeados por ángeles, en el centro un ángel ofrece rosarios a Santo Domingo, que los distribuye a los fieles, y abajo del todo los herejes se hunden en los infiernos. En el sector hacia el altar está La Gloria de Santo Domingo y hacia la puerta La Virgen se aparece a Santo Domingo. En torno a los sectores centrales hay dieciséis sectores menores monocromos, pintados probablemente con la ayuda de Francesco Zugno y Giovanni Raggi, que representan los Misterios del Rosario. Los estucos de las cornisas son obra de Antonio Pelle.

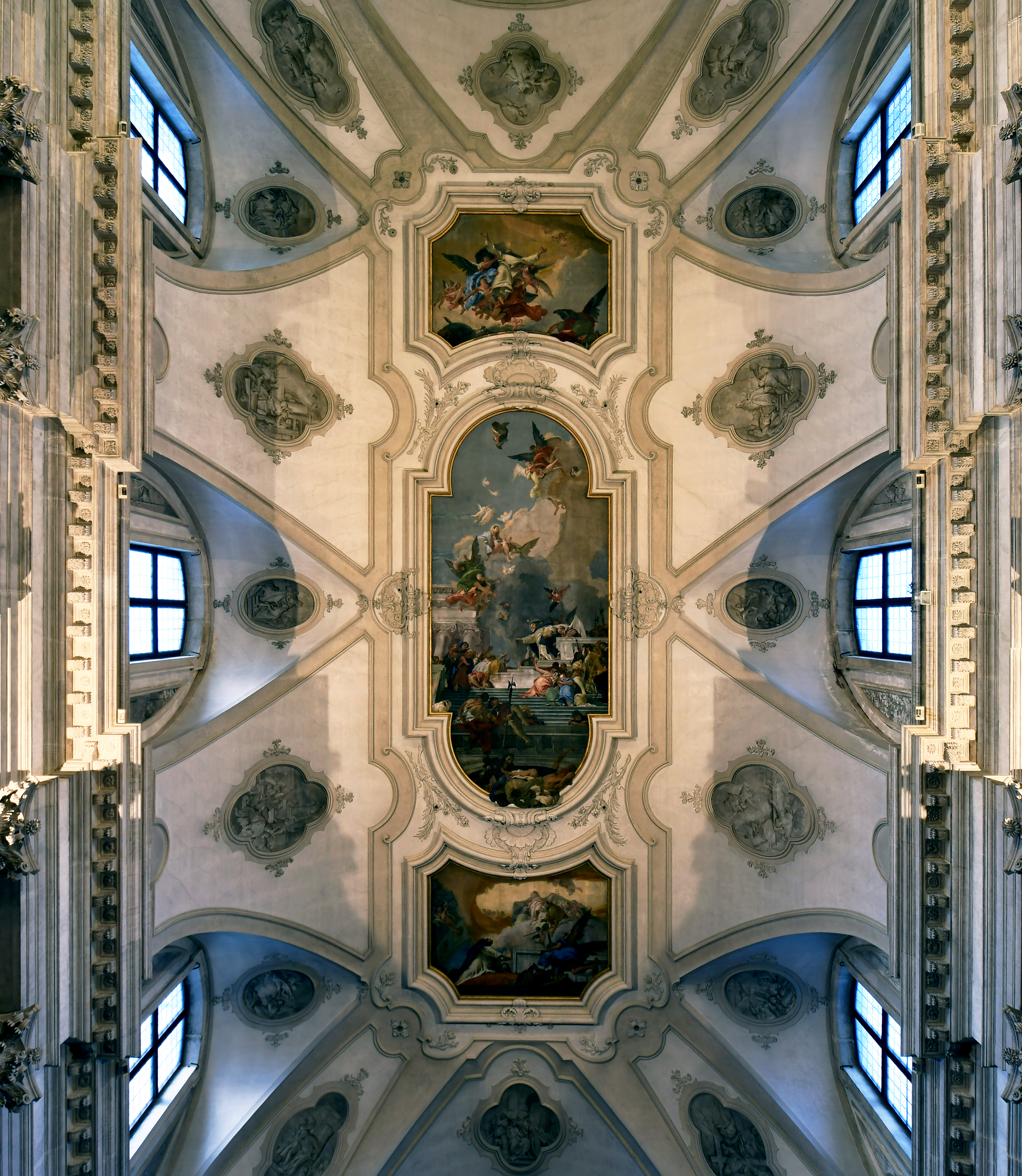
Vista general.
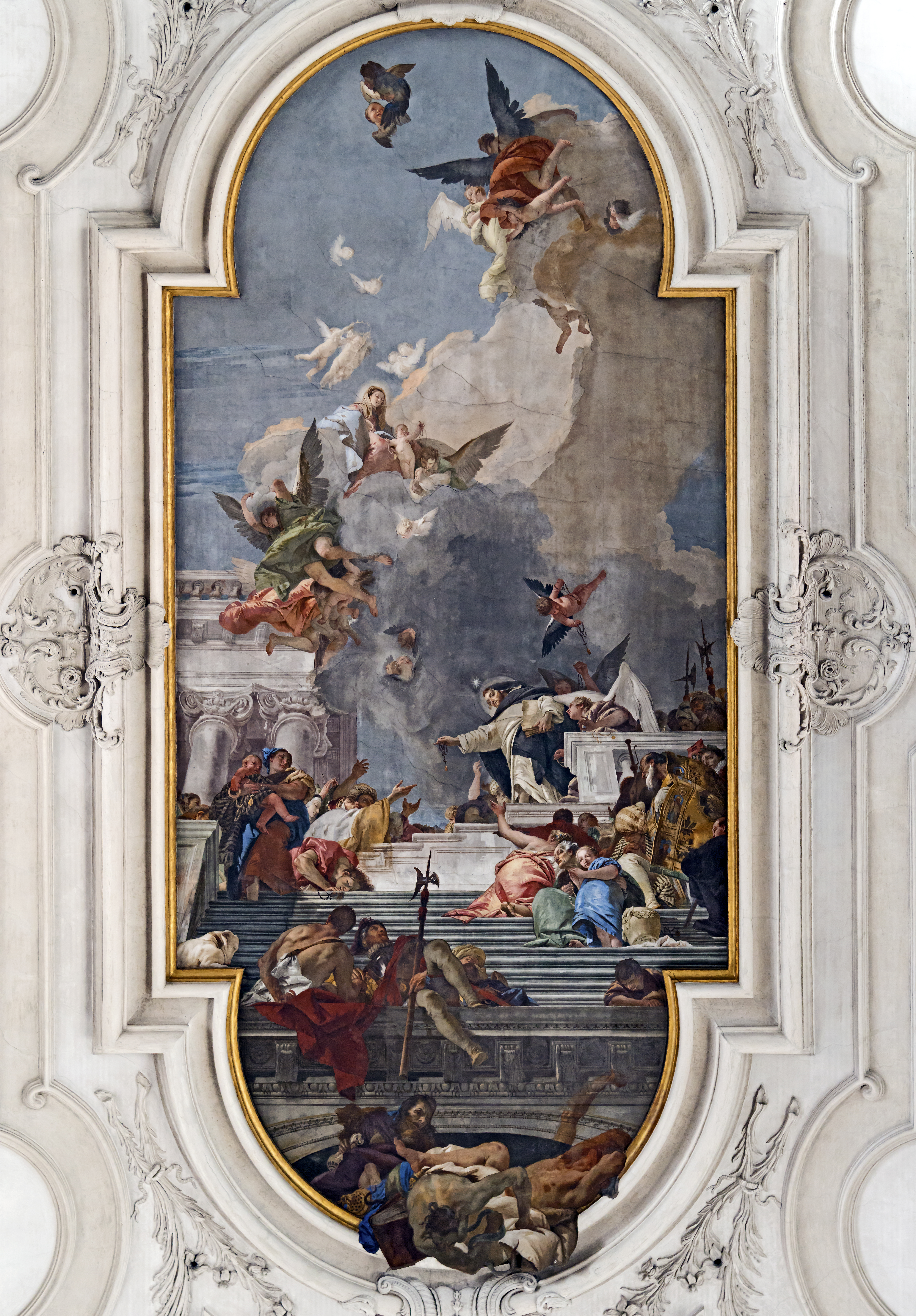
La Institución del Rosario de Tiepolo.
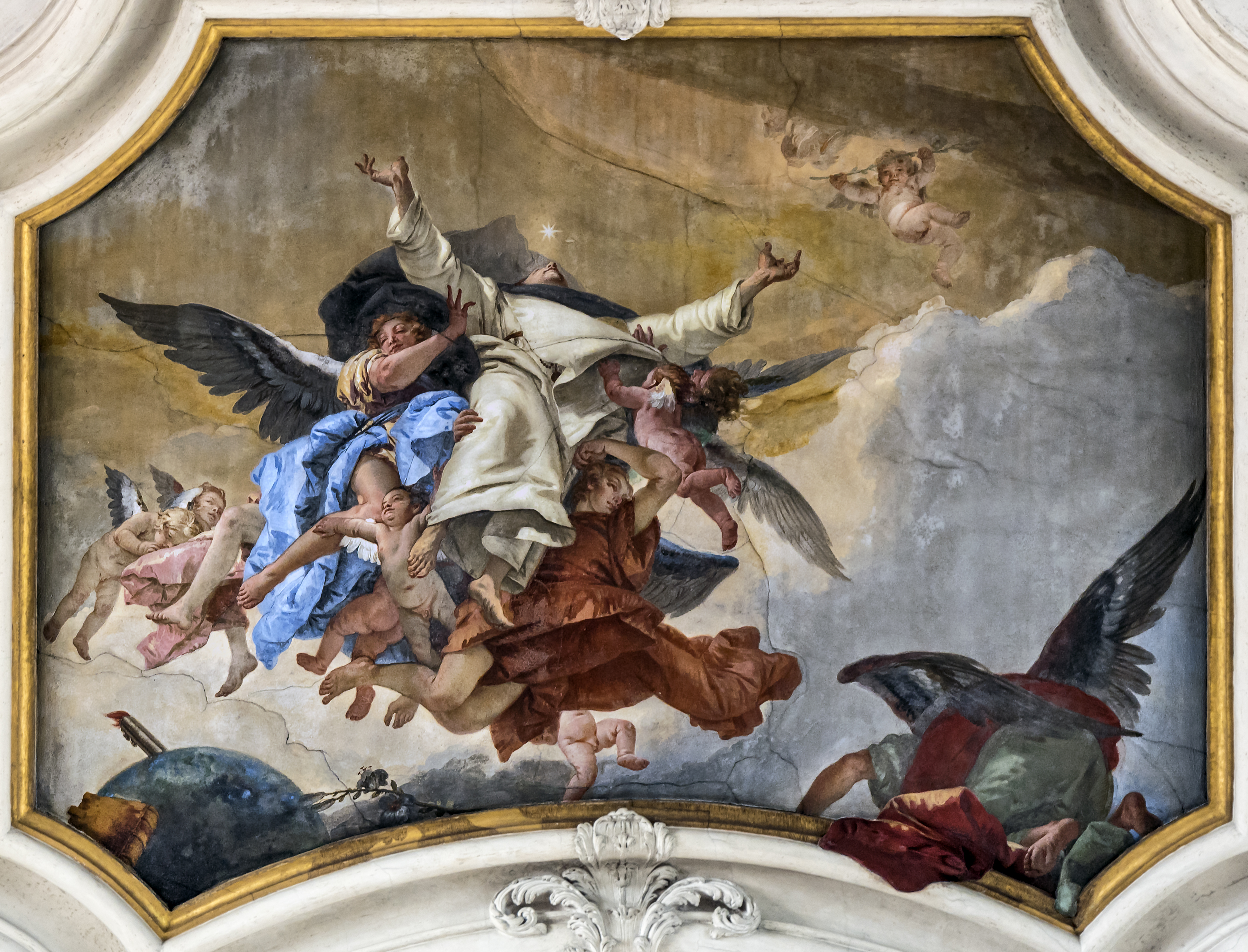
La Gloria de Santo Domingo de Tiepolo.
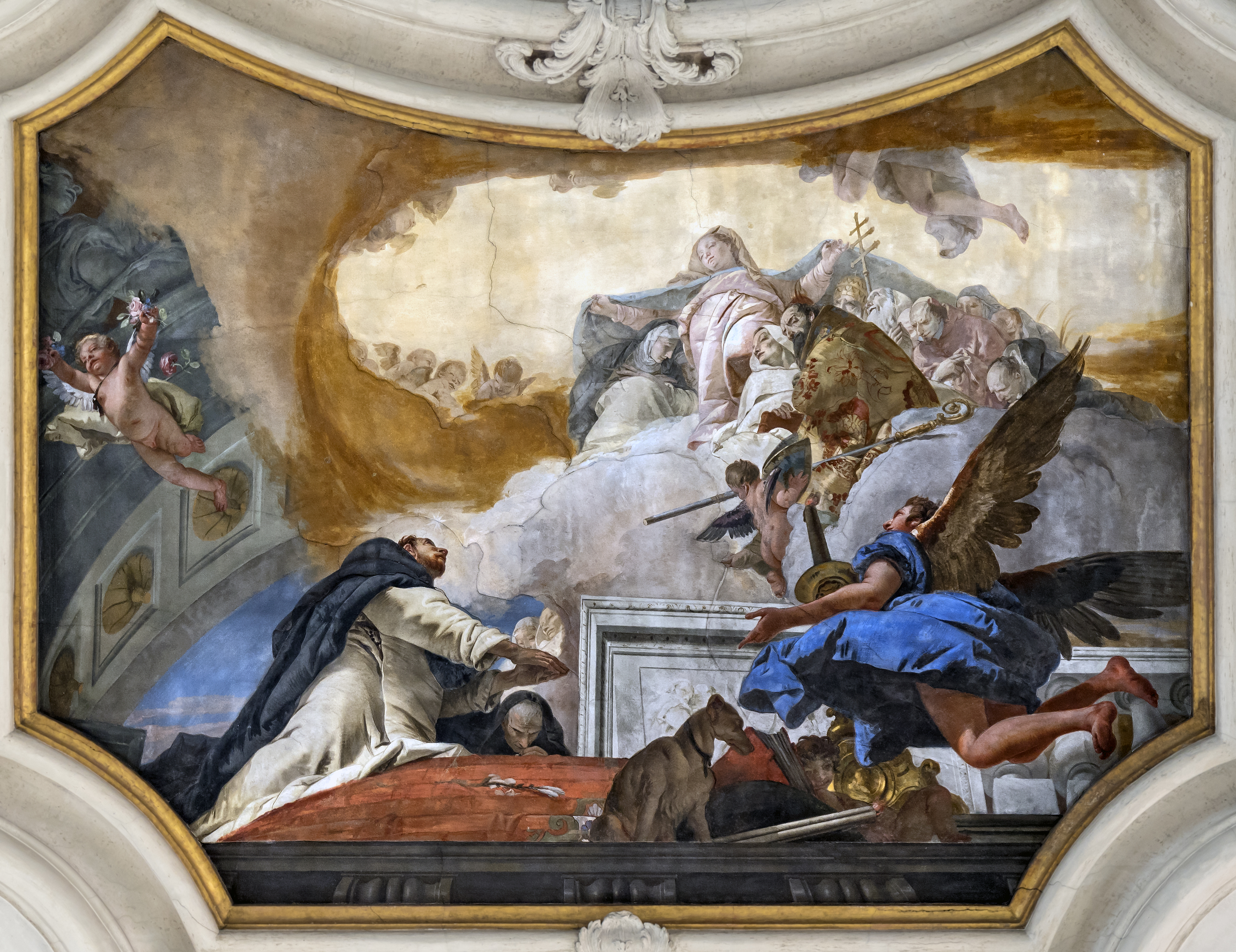
La Virgen se aparece a Santo Domingo de Tiepolo.

### Capillas de la derecha
En la primera capilla sobre el altar de Massari está expuesto el retablo La Virgen se aparece a las santas Rosa de Lima, Catalina de Siena e Inés de Montepulciano obra de Tiepolo (1749?). En la segunda capilla está la Gloria de ángeles de Morlaiter (1738-39), un altorrelieve que enmarca el pequeño cuadro de Santo Domingo obra de Giambattista Piazzetta (1743). En la tercera capilla, la Visión de los santos Lodovico Bertrando, Vincenzo Ferreri y Giacinto Odrovaz, pintada casi monocromáticamente por Piazzetta (ca. 1739).

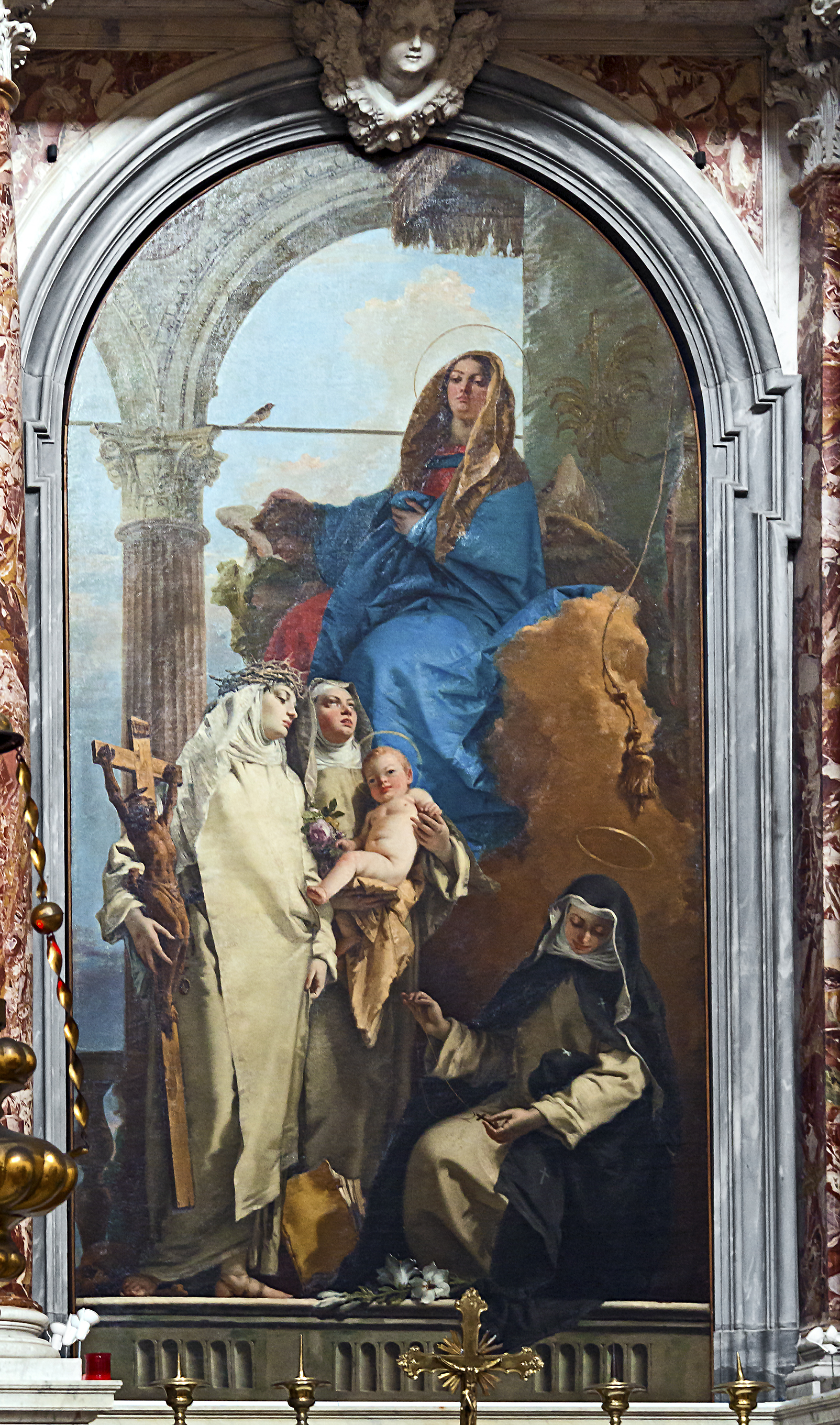
La Virgen se aparece a las santas Rosa de Lima, Catalina de Siena e Inés de Montepulciano de Tiepolo.
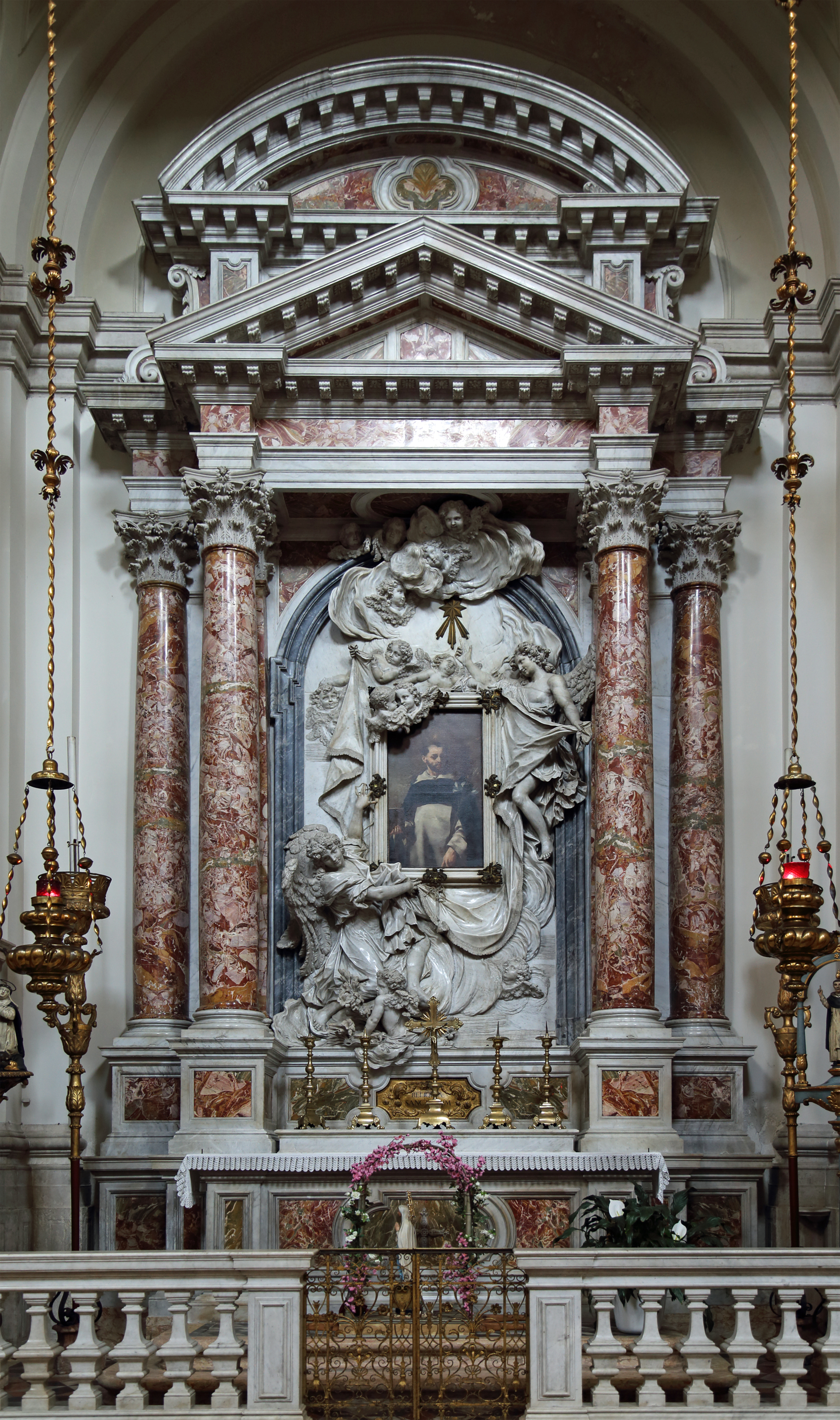
Gloria de ángeles de Morlaiter.
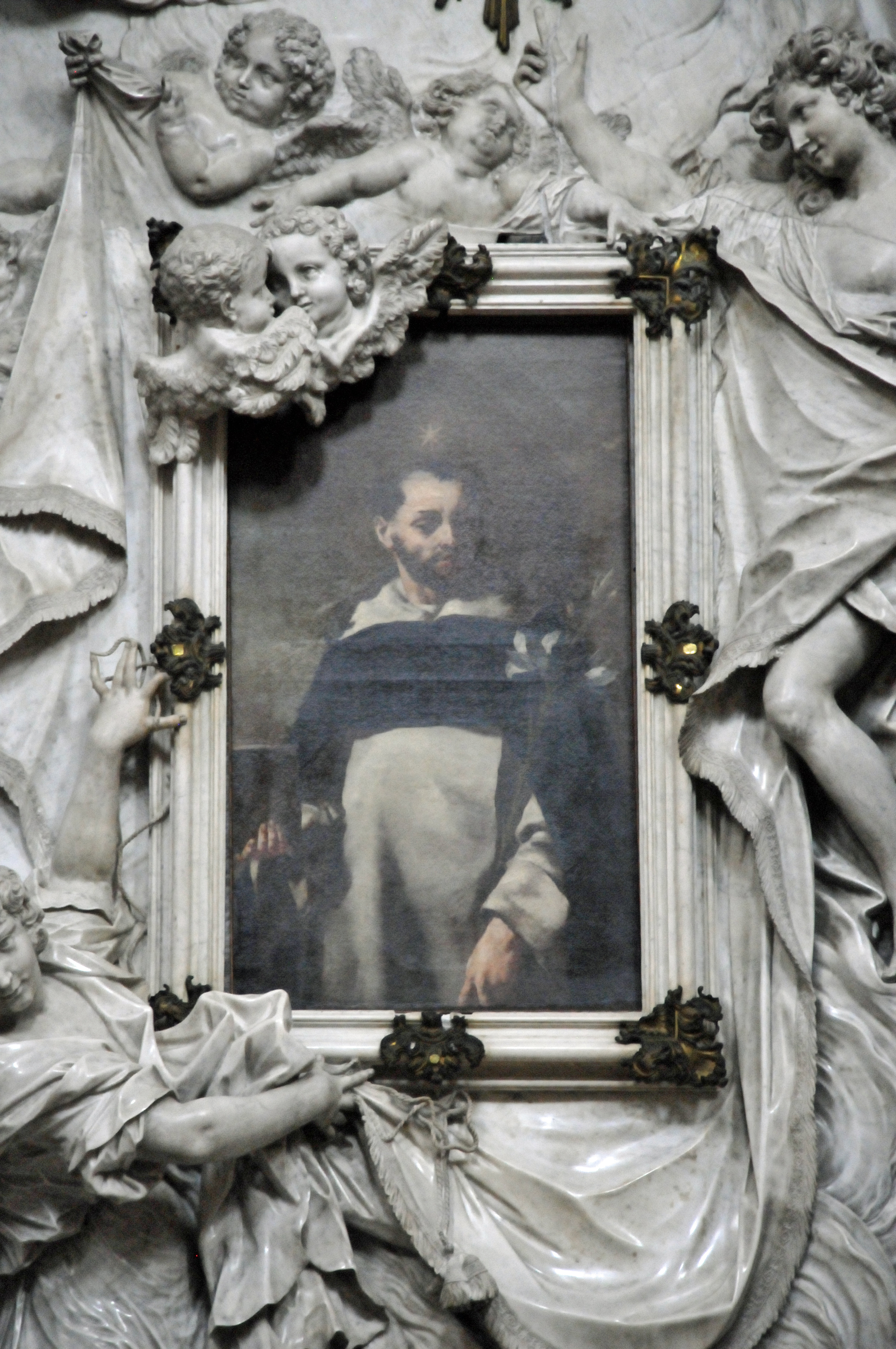
Santo Domingo de Piazzetta.
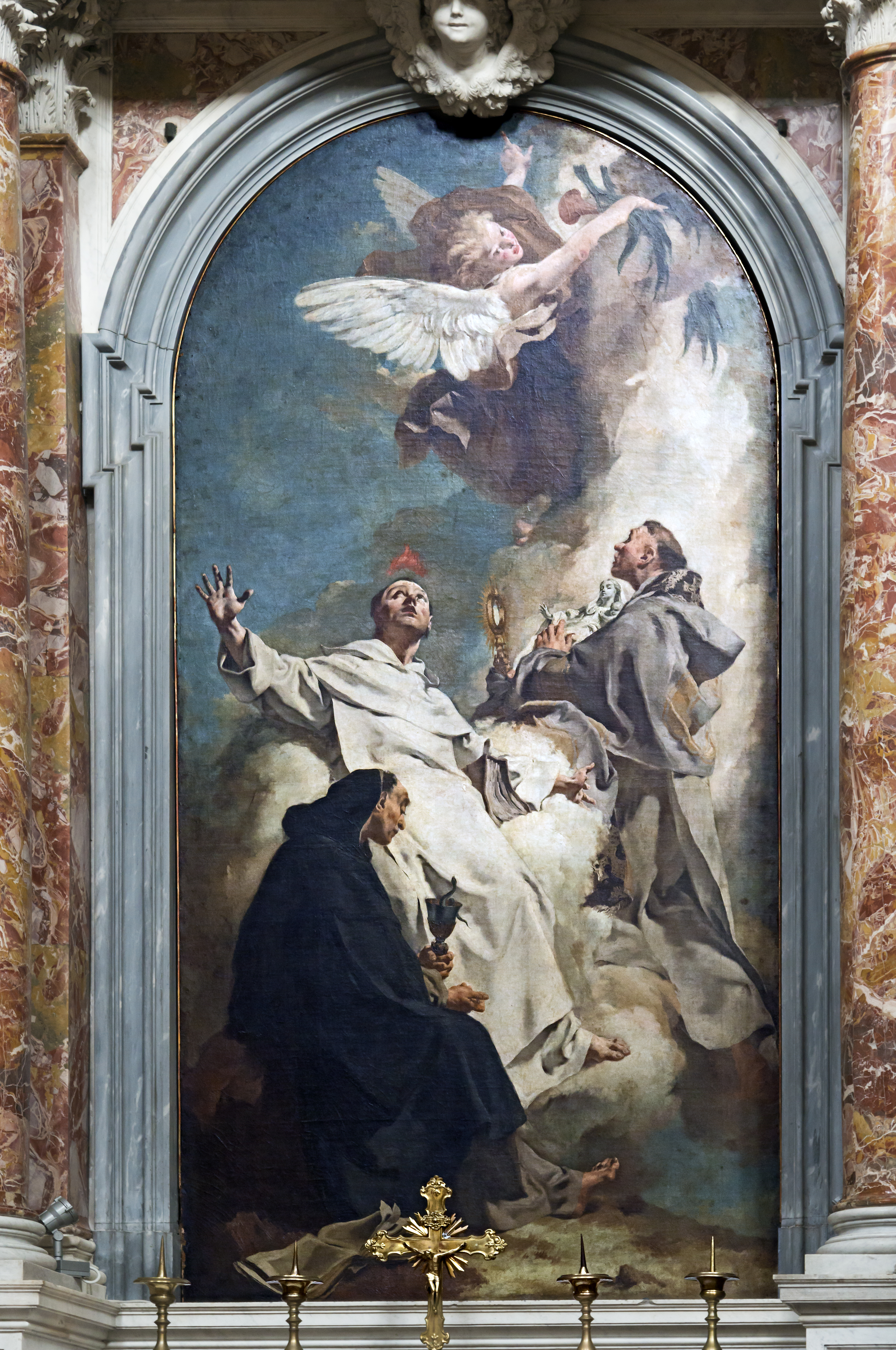
Visión de los santos Lodovico Bertrando, Vincenzo Ferreri y Giacinto Odrovaz de Piazzetta.

### Presbiterio
El altar mayor, diseñado por Massari (1742-43), presenta una gran exedra, dentro de cuya columnata de mármol rojo de Sicilia está contenido el rico tabernáculo con incrustaciones de lapislázuli. En las paredes laterales pueden verse las estructuras de madera de los coros, de las cuales solo la de la izquierda contiene un órgano Bazzani de 1856. En las esquinas bajo la cúpula están los símbolos de los cuatro evangelistas, obra monocroma de Tiepolo (1737-39).

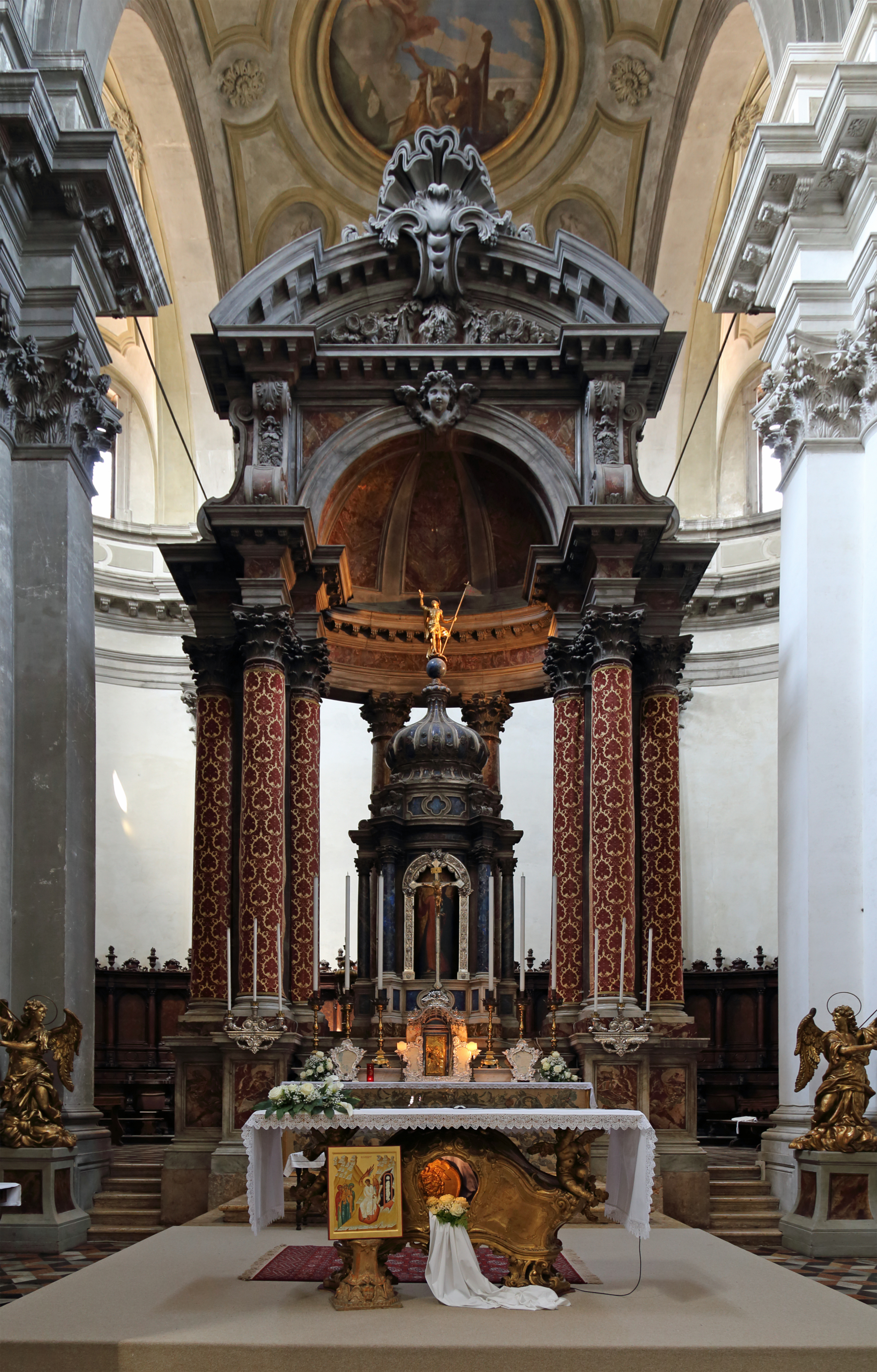
El altar mayor de Massari.
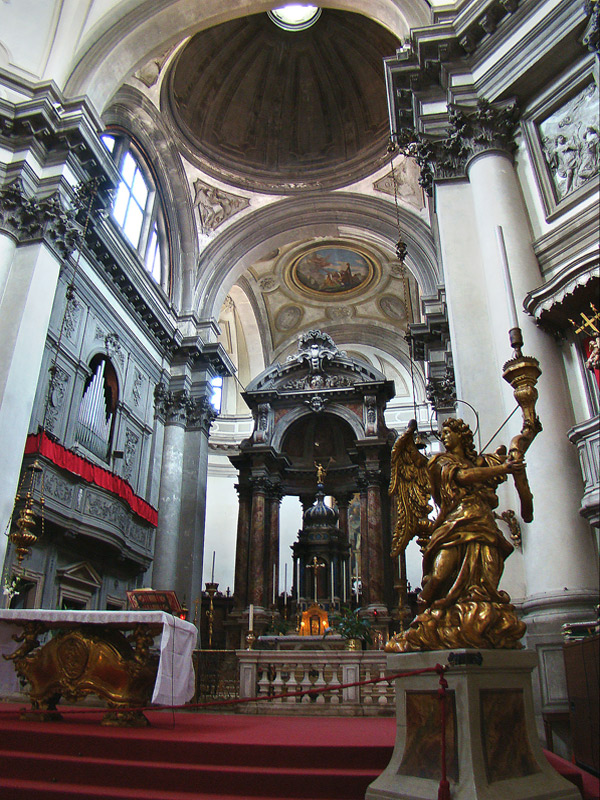
El altar mayor y el órgano Bazzani.

### Coro
En el espacio elíptico que hay detrás del altar mayor está alojado el coro diseñado por Massari y tallado por varios artesanos entre 1740 y 1744. En el techo está el Rey David tocando el arpa de Giambattista Tiepolo y en los medallones monocromos en las esquinas los profetas Ezequiel, Daniel, Jeremías e Isaías también de Tiepolo (1737-39). Decoran las paredes Santo Domingo y otros santos de Matteo Ingoli (1630) y La Trinidad monocroma al fresco de Tiepolo.

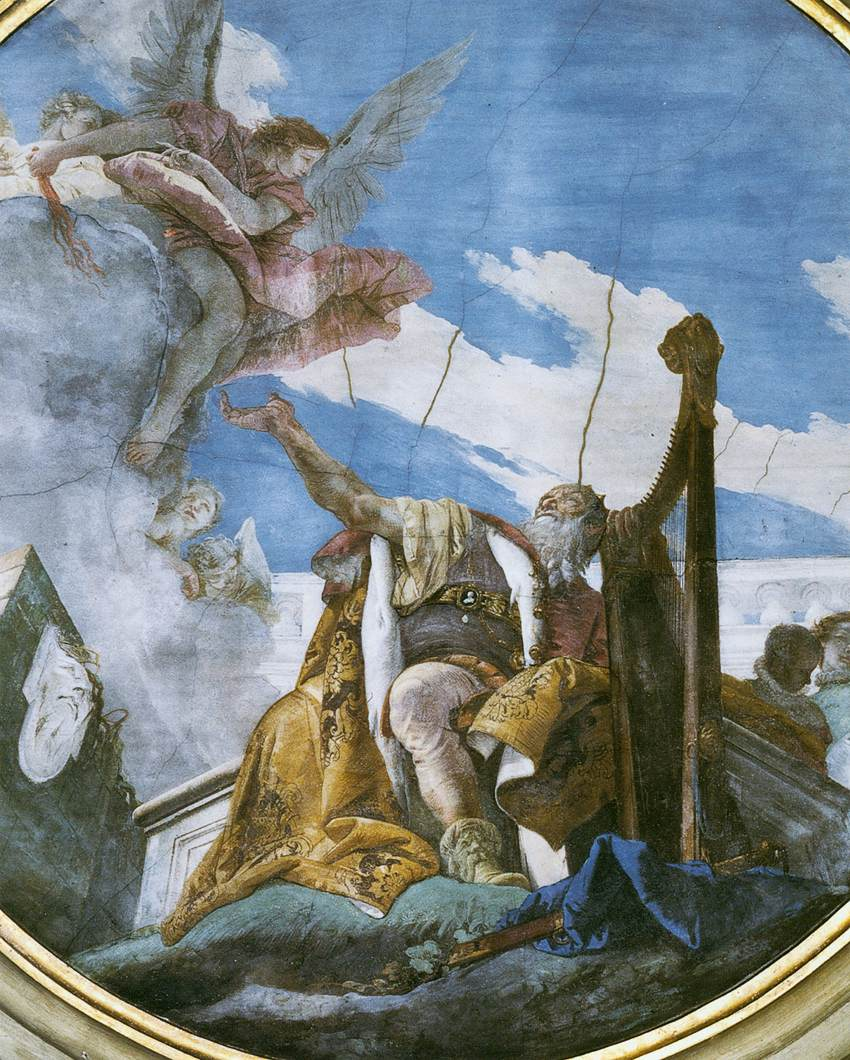
El Rey David tocando el arpa de Tiepolo.

### Capillas de la izquierda
En la primera capilla está La Crucifixión de Jacopo Tintoretto (1563-65?), proveniente de la precedente iglesia de San Girolamo dei Gesuati, que en el momento de su inserción fue restaurada por Piazzetta. El putto sobre la clave del altar es de Massari. En la segunda capilla, en el interior del altar de Massari, está la estatua neoclásica de la Virgen del Rosario de Antonio Bosa (1836). En la tercera capilla, el retablo San Pío V, san Tomás y san Pedro Mártir (1730-33), una de las últimas obras de Sebastiano Ricci. El altar es obra de Morlaiter (1744-45).

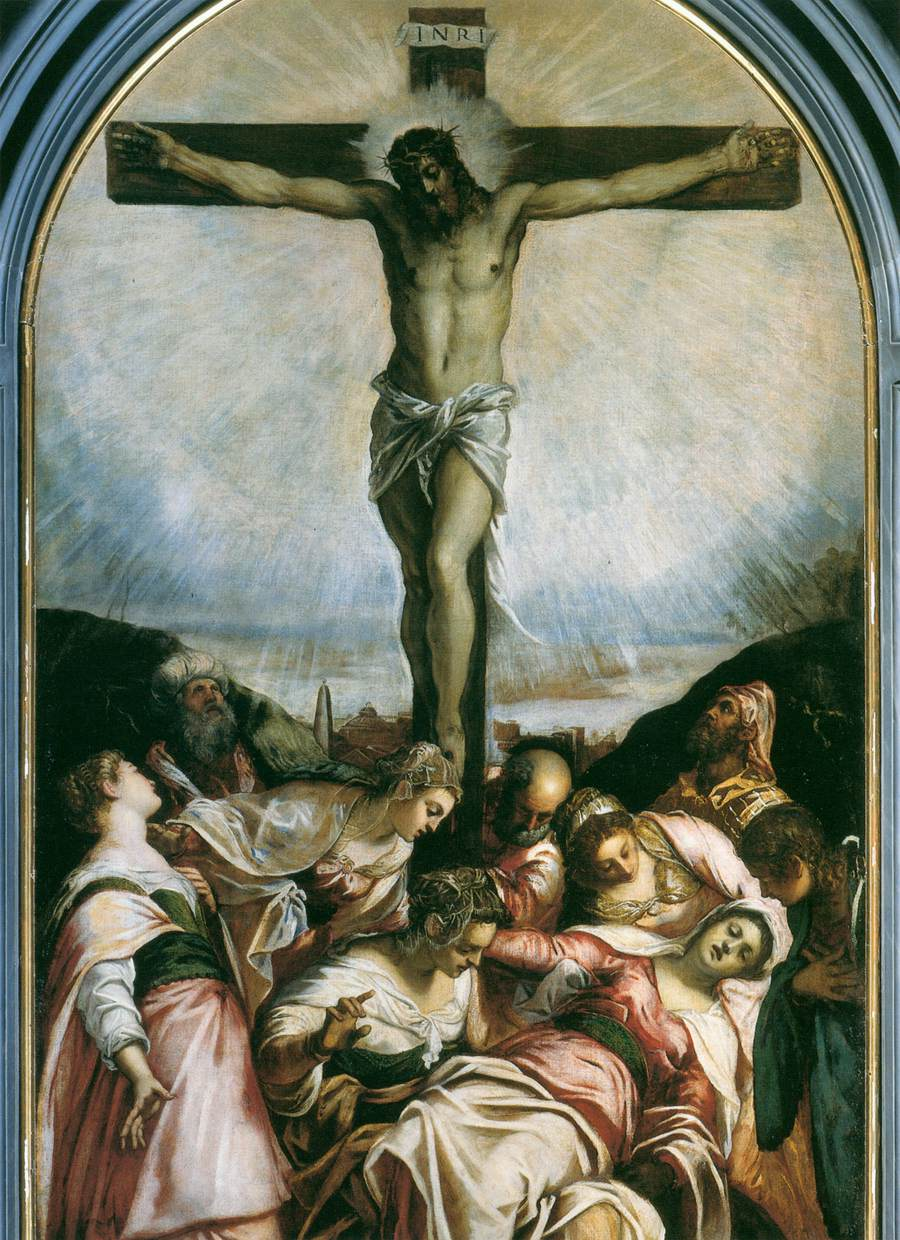
Crucifixión de Tintoretto.
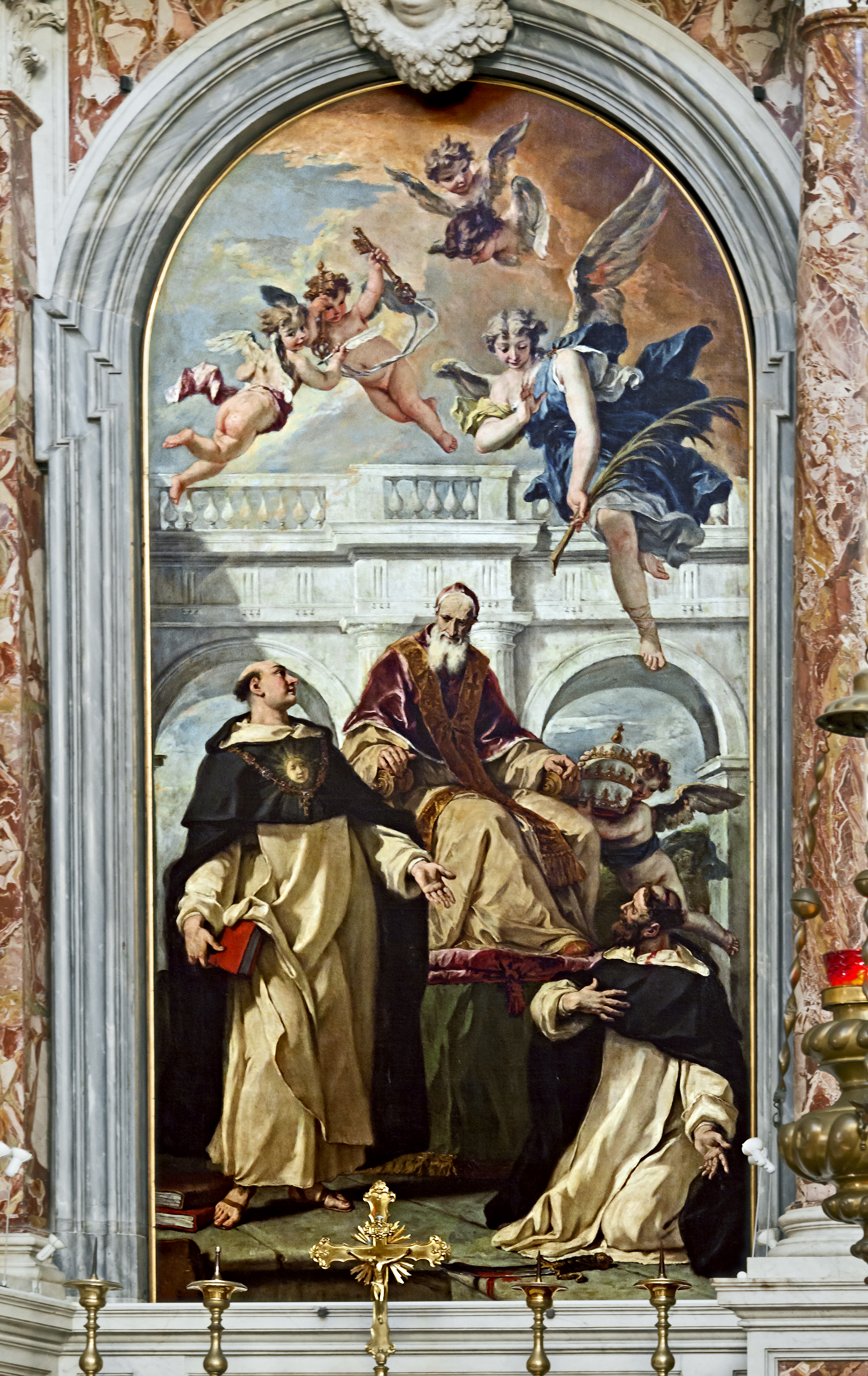
San Pío V, san Tomás y san Pedro Mártir de Ricci.

### Órgano
Es digno de mención el órgano construido por Jacopo Bazzani e hijos, herederos de Gaetano Callido, en 1856. El órgano, a transmisión mecánica, está situado en el coro sobre el presbiterio in cornu evangelii y posee un único teclado de 56 teclas (Do1-Sol5) dividido entre bajos y sopranos al nivel del Do3. El pedalero, de 24 pedales, está unido constantemente al teclado. El instrumento fue dotado de pedales por Ripieno y Ance.

### Campanas
El campanario de la derecha alberga un concierto de cinco campanas en Mi3 fundidas por la Cavadini di Verona, la tercera de las cuales fue refundida por Lucio Broili de Udine.